# Wilfried Werner
Wilfried Werner (* 13. September 1930 in Fauerbach (Butzbach); † 7. Dezember 2024 in Bonn) war ein Agrarwissenschaftler und Professor an der Universität Bonn.

## Leben und Wirken
Wilfried Werner absolvierte ein Landwirtschaftsstudium an der Justus-Liebig-Universität Gießen. 1957 promovierte er dort am Agrikulturchemischen Institut. Während seiner Studien in Gießen wurde er Mitglied bei den Corps Starkenburgia und Teutonia Gießen. Er begann seine berufliche Tätigkeit 1957 als wissenschaftlicher Mitarbeiter bei der Deutschen Landwirtschafts-Gesellschaft (DLG) in Frankfurt am Main. 1963 übernahm er bei der Kali+Salz AG die Leitung der landwirtschaftlichen Versuchsstation und von 1974 bis 1983 die Hauptabteilung Forschung und Entwicklung der Sparte Düngemittel. 1983 wurde er an das Agrikulturchemische Institut der Rheinischen Friedrich-Wilhelms-Universität in Bonn berufen, dessen geschäftsführender Direktor er bis zu seinem Ausscheiden im Jahr 1995 war. Von 1990 an war er Vorstandsmitglied und seit Januar 1995 bis zu seinem Ausscheiden im Jahre 2000 Präsident des Dachverbandes Agrarforschung (DAF e. V. der wissenschaftlichen Gesellschaften der Agrar-, Forst-, Ernährungs-, Veterinär- und Umweltforschung). 